# José Batista de Melo (educador)
José Batista de Melo (Teixeira, 22 de dezembro de 1895 — João Pessoa, 9 de novembro de 1973), foi um historiador, professor e educador brasileiro de reconhecida importância na história da educação da Paraíba, alinhando-se aos princípios da Escola Nova.

## Biografia
Filho de Juventino Ananias Baptista de Mello e de Elvira Xavier Baptista, iniciou os estudos com a professora Francisca Moura, e diplomou-se na Escola Normal da Paraíba em 1917.
Suas primeiras atividades como docentes foram ainda como aluno da Escola Normal. Ensinou no Curso Dom Ulrico, mantido e dirigido pela Professora Francisca Moura, que era sua mestra na Escola Normal e foi adjunto interino da 1.ª cadeira do sexo masculino da Capital e professor interino da Escola Noturna Venâncio Neiva. Logo depois de concluído o curso normal, foi nomeado professor da cadeira do sexo masculino no Grupo Escolar de Teixeira. Em fins de 1918, depois de aprovado em concurso, foi nomeado professor do Grupo Escolar Tomás Mindelo, na Capital, e, a partir de 1920, foi, por onze anos, diretor do mesmo estabelecimento. Simultaneamente, foi professor das Escolas Noturnas estaduais 5 de agosto (1920), Cardoso Vieira (1920-1929) e Arruda Câmara (1929-1931).
Em diferentes épocas, ensinou no Colégio Pio X, na Academia de Comércio Epitácio Pessoa, no Colégio Seráfico Santo Antônio, destinado à formação de frades franciscanos, na Escola de Aperfeiçoamento de Professores, e no Seminário Arquidiocesano da Paraíba.
Foi, por duas vezes, comissionado Inspetor de Ensino, fiscalizando escolas estaduais em Piancó, Teixeira e Patos. Entre 1922 e 1930 integrou, por eleição de seus colegas, o Conselho Superior de Educação do Estado e teve participação ativa na Sociedade dos Professores Primários, fundada em 1917, onde ocupou diversos cargos em sua diretoria.
Em 1924 esteve entre os fundadores da Associação de Funcionários Públicos, sendo membro da primeira diretoria como 2º vice-presidente. Em 1930 foi designado Inspetor Técnico do Ensino, auxiliar do Inspetor Geral, havendo ocupado a Inspetoria Geral por várias vezes.[carece de fontes?] Entre 1931 e 1935 foi Diretor do Ensino Primário do Estado e no exercício dessa função instituiu as Semanas Pedagógicas, os Clubes Agrícolas nas escolas do interior do Estado, as caixas escolares, o Cinema Educativo e o Orfeão Escolar.
Representou o Estado no 6.º Congresso Nacional de Educação, realizado em Fortaleza (1934) e foi enviado pelo Governo do Estado ao Rio de Janeiro, a São Paulo e ao Uruguai para realizar para realizar observações que possibilitassem a reforma da Educação Primária no Estado.[carece de fontes?] Ao regressar, elaborou o Plano de Reforma da Instrução Pública da Paraíba, que pretendia uniformizar e modernizar a metodologia adotada e diversificar as atividades educativas, e cujas propostas estavam baseadas na filosofia da Escola Nova, buscando não somente a qualificação do aluno, mas também a do professor. Melo reconheceu que os avanços realizados nos centros mais desenvolvidos ainda não eram possíveis na Paraíba, mas devia ser feito o necessário para superar o sistema ultrapassado e ineficiente do "simples ensino de letras, o amontoado de seus programas, sem outra finalidade que a de formar literatos e burocratas. [...] Era a instrução ministrada pelo Estado e pelos municípios. Sem controle, sem fiscalização, constituía, em grande parte, um peso morto a afundar os cofres públicos. [...] Quanto ao ensino municipal, este variava de acordo com a mentalidade dos senhores prefeitos. [...] O professor que é o centro de todas as questões escolares, o obreiro dessa tarefa grandiosa de formação social, necessita de estímulo e da indispensável cultura ao integral desempenho de sua missão". Também para este fim fundou a Revista do Ensino e o jornal O Educador, a fim de divulgar os conhecimentos em mais larga escala entre os profissionais, criou a Escola de Aperfeiçoamento de Professores, sendo seu primeiro diretor, e idealizou o Instituto de Educação da Paraíba, inspirado no Instituto de Educação do Rio de Janeiro.
Em 1937 chefiou a Seção Educativa do Departamento Oficial de Propaganda e Publicidade. Neste ano foi nomeado o primeiro presidente da Rádio Tabajara. Em 1947 participou da Comissão de Revisão Gramatical do Projeto de Constituição do Estado, juntamente com os professores Luiz Gonzaga Buriti e Olivina Olívia Carneiro da Cunha, designados pelo presidente da Assembleia Constituinte, deputado Flávio Ribeiro Coutinho.[carece de fontes?]
Em 1948 exerceu a Direção do Setor de Planejamento e Controle da Comissão Estadual do Serviço de Educação de Adultos.[carece de fontes?] Em 1949 foi nomeado pelo Governo Estadual para integrar o Conselho de Educação do Estado e a Comissão de Estudos e Planejamento da Faculdade de Filosofia, Ciências e Letras da Paraíba. Participou entusiasticamente do movimento pela criação do ensino superior na Paraíba. Além da Comissão acima mencionada, colaborou com a fundação das Faculdades de Medicina e de Direito, tendo exercido a Tesouraria desta. Em 1951 integrou a comissão examinadora do concurso para provimento de cargos no Tribunal de Justiça da Paraíba. Em 1962 foi nomeado outra vez para o Conselho Estadual de Educação, mas por razões de saúde não assumiu.[carece de fontes?]
Foi Secretário do Tribunal Regional Eleitoral desde 1945 até sua aposentadoria em 1953, recebendo elogios pelo seu desvelo e competência nesta e em outras funções públicas. Foi também um dos fundadores e secretário da Caixa do Comerciário, Diretor do Departamento de Estatística e Publicidade, Presidente do Montepio do Estado, Secretário interino por duas vezes, da Casa Civil do Governo do Estado, à época denominada Secretaria da Interventoria. 
Foi sócio da Associação Paraibana de Imprensa, membro da Comissão Estadual Paraibana de Folclore e do Diretório Regional de Geografia, e presidente (1953-1955) do Instituto Histórico e Geográfico Paraibano, onde exerceu diversos outros cargos administrativos. Na Fundação Napoleão Laureano exerceu a Secretaria, durante o período da construção do Hospital Napoleão Laureano. Foi membro da comissão de construção do ginásio de Teixeira, cofundador, ao lado da professora Maroquinha Ramos, do Instituto São José, criado por seu grande amigo Monsenhor José Coutinho (Padre Zé). Na Santa Casa de Misericórdia foi Provedor ao longo de vários mandatos, contribuindo para melhoramentos no Hospital Santa Isabel e na Igreja da Misericórdia.
Faleceu em João Pessoa, Paraíba no dia 9 de novembro de 1973. Foi homenageado tendo seu nome posto na escola E. E. E. F. M. Professor José Batista de Mello.

## Obra
Publicou as seguintes obras: A Instrução Pública na Paraíba (1931, 2ª ed. 1934), Evolução do Ensino na Paraíba (1936, 2.ª edição, revista e aumentada, 1956 e 3.ª edição, 1996), Carlos Gomes (1936) e A Escola Primária (1951). Publicou artigos na Revista do Ensino, no jornal O Educador, na Revista do Instituto Histórico e Geográfico Paraibano e em outros veículos. Manteve uma coluna no jornal A União denominada "A Escola Nova". Apolônio Nóbrega, um dos fundadores da Academia Paraibana de Letras, resenhando a segunda edição de Evolução do Ensino na Paraíba, disse que era uma obra fundamental para o conhecimento da história da educação no estado.
Melo é patrono da cadeira 39 do Instituto Histórico e Geográfico Paraibano, que em seu memorial o elogiou como "um grande educador. Muito inteligente e criativo, proporcionou muitos benefícios à educação do Estado". Disse Tancredo de Carvalho, presidente da Associação dos Servidores Públicos Estado da Paraíba, que Melo foi um dos "mais ilustres e caracterizados homens de nossa terra". Na análise do pesquisador Antonio Ferreira Pinheiro, "um dos principais difusores dos ideais escolanovistas foi o professor José Batista de Melo, um dos intelectuais mais sintonizados com as políticas educacionais implementadas pelo Estado ao longo de toda a era Vargas". Segundo Negreiros & Mota, "dentre tantos intelectuais e educadores envolvidos direta ou indiretamente na educação na Paraíba, salta aos olhos a constante participação do professor José Batista de Mello no cenário educacional e social do estado", sendo o "responsável por diversos feitos na esfera educativa. [...] José Batista transitava com facilidade entre a sociedade, sendo o seu nome destacado entre outros, para assumir posições de destaque político, social e educativo, e desta maneira, suas atividades estavam sempre envoltas pelas ações dentro da educação". Para Evelyanne de Luna Freire, o intelectual "teve uma atuação ampla e importante no cenário educacional", sendo "bastante receptivo aos novos processos educacionais e de ensino, ou seja, a ideia era dar à escola paraibana um teor mais prático, mais utilitário, seguindo os ideais propostos tanto pelo Manifesto dos Pioneiros bem como daqueles que se encontravam na estrutura administrativa da educação em nível nacional".